# Alter Jüdischer Friedhof (Schlüchtern)
Der Alte Jüdische Friedhof Schlüchtern  ist ein Friedhof in der Stadt Schlüchtern im Main-Kinzig-Kreis in Hessen.

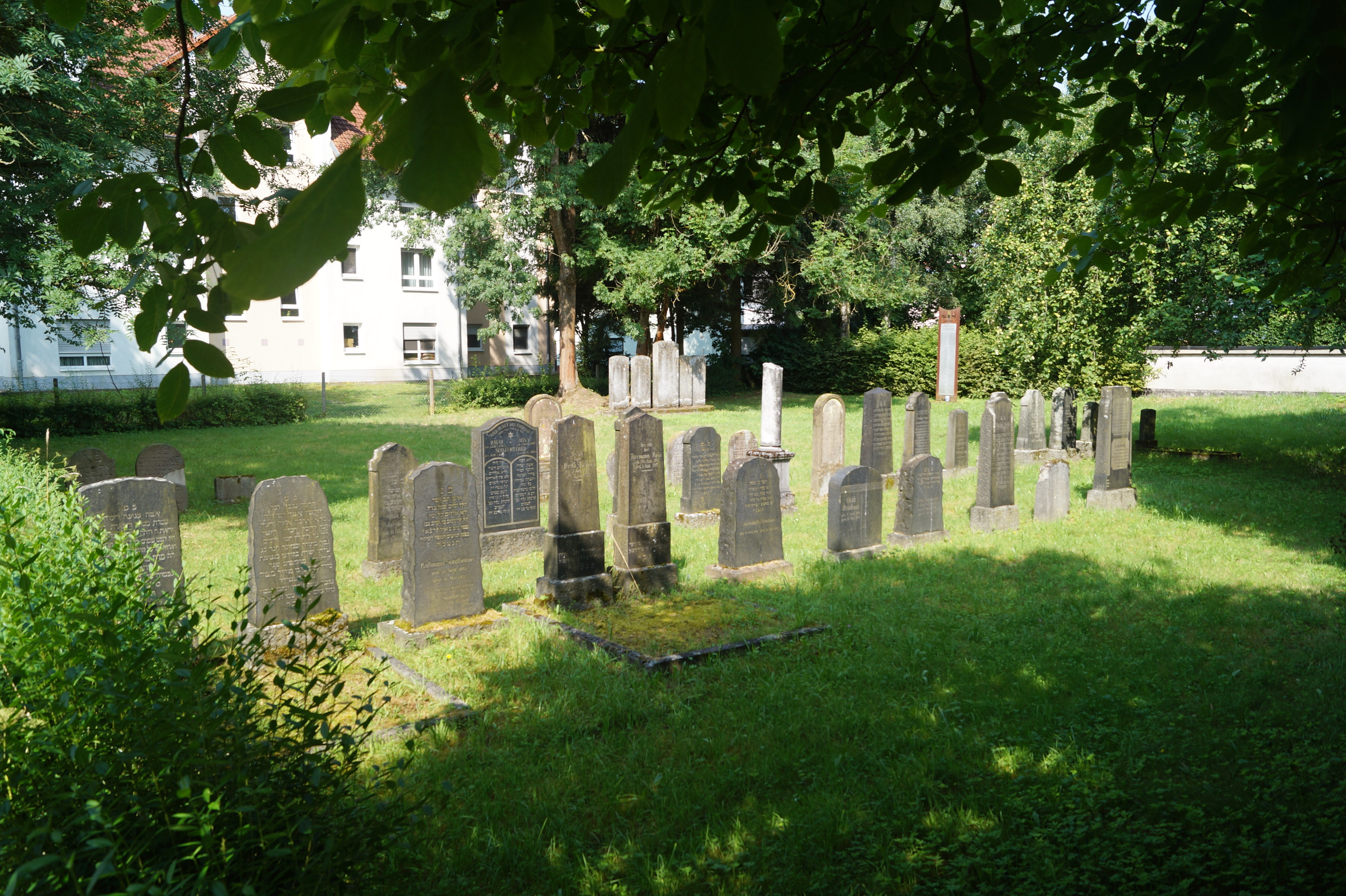
Ansicht des Friedhofs von Osten 2016

Der 821 m² große jüdische Friedhof befindet sich an der Breitenbacher Straße. Über die Anzahl der Grabsteine liegen keine Angaben vor.

## Geschichte
Der noch existierende alte Friedhof war bereits im 12./13. Jahrhundert Begräbnisstätte der jüdischen Gemeinde. Im Jahr 1235 wurden hier Opfer des „Fuldaer Pogroms“ beigesetzt und 1349 die Opfer der Judenverfolgung während der Pestzeit im Amt Schlüchtern der Herrschaft Hanau. Der älteste Teil des Friedhofes war an der Sinne am Röderwasser, nahe der alten Heerstraße von Fulda. Vor der NS-Zeit befanden sich auf dem alten Friedhof noch viele alte, großenteils verwitterte Grabsteine, die bis ins 15. Jahrhundert zurückgingen. Nach 1945 wurde der größere Teil des Grundstückes von der jüdischen Vermögensverwaltung JRSO an den angrenzenden Grundeigentümer verkauft. Übrig blieb ein kleiner Teil von 821 m². Im Jahr 1949 wurde der erhaltene Teil des Friedhofes („Restfriedhof“) renoviert; ein Mahnmal für 122 jüdische Opfer der NS-Zeit wurde erstellt. Dieses Ehrenmal ist inzwischen durch ein neues ergänzt worden.

### Text der Hinweistafel
JÜDISCHER FRIEDHOF
12./13. Jh. Totenhof der Schlüchterner Juden
1235 Begräbnis der Toten des Fuldaer Pogroms  
Ruhestätte des Minnesängers Süßkind von  Trimberg
1349 Beisetzung der Opfer der Judenverfolgung im Amt Hanau (Steinauer Märtyrer)
1926 Schließung des Friedhofes
1934 bis 1945 Zerstörung von Grabsteinen und der Friedhofsanlage in der NS-Zeit
1949 Renovierung des Restfriedhofs und Errichtung des Mahnmals für 122 jüdische Opfer des 
Nationalsozialismus aus dem ehemaligen Kreis Schlüchtern